# System licytacyjny
System licytacyjny – zbiór reguł dotyczących znaczenia odzywek w licytacji brydżowej pozwalający na uzyskanie informacji o układzie kart partnera oraz mający na celu wylicytowanie optymalnego kontraktu. Informacje o stosowanym systemie licytacyjnym nie mogą być utajnione przed kontrpartnerami.
Najczęściej systemy licytacyjne dzieli się ze względu na znaczenie otwarć na systemy naturalne i sztuczne.

## Systemy naturalne
Według klasyfikacji Światowej Federacji Brydża systemy naturalne to takie w których otwarcia na poziomie jednego są naturalne (tzn. przyrzekają co najmniej 3 karty w kolorze otwarcia) i nie forsują. W tej grupie systemów wyróżnia się zazwyczaj następujące kategorie:
- Siła otwarcia 1BA (słabe lub silne)
- Liczba kart w kolorach starszych potrzebna do otwarcia 1 kier lub 1 pik (z czwórek lub piątek)

Systemami naturalnymi są np. SAYC i SEF.

## Systemy sztuczne
Systemy sztuczne to takie w których otwarcia na poziomie jednego są sztuczne (tzn. nie przyrzekają co najmniej 3 kart) lub forsują. W nowoczesnym brydżu wiele systemów jest klasyfikowanych jako sztuczne. Podstawowe kategorie systemów sztucznych to: Silny trefl, Wieloznaczny trefl (Polski Trefl, Wspólny Język, Arctic Club i inne) oraz Systemy Słabych Otwarć